# 情报官员
情报官员是政府所雇用專門從事收集、汇编或分析对该國有用的信息（情报）的人。其中情报官员遍佈軍隊、警察和海关等机构。